# خوزه کاربون
خوزه کاربون (انگلیسی: José Carbone; ۱۵ سپتامبر ۱۹۳۰ – ۷ ژوئن ۲۰۱۴) بازیکن فوتبال اهل آرژانتین بود.
از باشگاه‌هایی که در آن بازی کرده‌است می‌توان به باشگاه فوتبال روساریو سنترال اشاره کرد.
وی همچنین در تیم ملی فوتبال آرژانتین بازی کرده‌است.